# Glanes
Glanes es una comuna francesa situada en el departamento de Lot, en la región de Occitania.

## Demografía
| 185 | 174 | 183 | 200 | 216 | 247 | 301 |
| Para los censos de 1962 a 1999 la población legal corresponde a la población sin duplicidades (Fuente: INSEE [Consultar]) |     |     |     |     |     |     |